# Ченточелле (аеропорт)
Аеропорт Ченточелле (італ. Aeroporto di Centocelle) — аеропорт, розташований у Ченточелле, кварталі Риму в Італії. Його також називають аеропортом Рим-Ченточелле (італ. Aeroporto di Roma-Centocelle).
Це був перший аеропорт і льотна школа в Італії. Він був відкритий 15 квітня 1909 року, коли Уїлбур Райт приїхав демонструвати свій літак «Флаєр», кадри якого з'являються у ранньому кінохронічному фільмі «Вілбур Райт та його літальна машина».
Під час Другої світової війни, у лютому 1944 року, після звістки про висадку союзників в Анціо, Люфтваффе 1. Штаффель і 2. Staffel, з Nachtschlachtgruppe (NSGr.) 9, базувались на Ченточелле, звідки вони атакували підрозділи союзників на півдні Лаціо, в основному в місячну ніч.
Його злітно-посадкова смуга була закрита та перетворена на Ченточелле парк (італ. Parco di Centocelle), але територія залишається базою італійських ВПС, включаючи діючі вертолітні майданчики.